# Sośnina (Ukraina)
Sośnina (ukr. Соснина, Sosnyna) – wieś na Ukrainie, w obwodzie lwowskim, w rejonie lwowskim, w hromadzie Żółkiew.

## Historia
Pod koniec XIX w. przysiółek wsi Butyny w powiecie żółkiewskim.